# Libéma Open 2018
Libéma Open 2018, známý také pod názvenm Rosmalen Grass Court Championships 2018, byl společný tenisový turnaj mužského okruhu ATP World Tour a ženského okruhu WTA Tour, který se odehrával v Autotron parku na otevřených travnatých dvorcích. Konal se mezi 11. až 17. červnem 2018 v nizozemském Rosmalenu u 's-Hertogenbosche jako dvacátý devátý ročník turnaje.
Mužská polovina se řadila do kategorie ATP World Tour 250 a její dotace činila 686 080 eur. Ženská část s rozpočtem 250 000 dolarů byla součástí WTA International Tournaments.
Nejvýše nasazenými hráči v soutěžích dvouher se stali francouzský dvacátý šestý hráč žebříčku Adrian Mannarino a světová patnáctka Coco Vandewegheová ze Spojených států. Jako poslední přímí účastníci do dvouher nastoupili ruský 88. tenista pořadí Jevgenij Donskoj a nizozemská 109. žena klasifikace Arantxa Rusová.
Generálním partnerem turnaje se poprvé stala nizozemská společnost Libéma.
Mužskou dvouhru ovládl Francouz Richard Gasquet, jenž si připsal patnáctý singlový titul na okruhu ATP Tour a třetí na trávě. Druhou společnou trofej z mužské čtyřhry na túře ATP získal britsko-chorvatský pár Dominic Inglot a Franko Škugor. Premiérovou singlovou trofej na okruhu WTA Tour vybojovala 25letá srbská hráčka Aleksandra Krunićová. Třetí párový titul ze čtyřher WTA vyhrála belgicko-nizozemská dvojice Elise Mertensová a Demi Schuursová.

## Rozdělení bodů a finančních odměn

### Rozdělení bodů
| Soutěž       | vítězové | finalisté | semifinalisté | čtvrtfinalisté | 16 v kole | 32 v kole | Q  | Q2 | Q1 |
| ------------ | -------- | --------- | ------------- | -------------- | --------- | --------- | -- | -- | -- |
| dvouhra mužů | 250      | 150       | 90            | 45             | 20        | 0         | 12 | 6  | 0  |
| čtyřhra mužů | 250      | 150       | 90            | 45             | 0         | —         | —  | —  | —  |
| dvouhra žen  | 280      | 180       | 110           | 60             | 30        | 1         | 18 | 12 | 1  |
| čtyřhra žen  | 280      | 180       | 110           | 60             | 1         | —         | —  | —  | —  |

### Finanční odměny
| Soutěž                                | vítězové | finalisté | semifinalisté | čtvrtfinalisté | 16 v kole | 32 v kole | Q2     | Q1     |
| ------------------------------------- | -------- | --------- | ------------- | -------------- | --------- | --------- | ------ | ------ |
| dvouhra mužů                          | €109 310 | €57 570   | €31 185       | €17 770        | €10 470   | €6 200    | €2 790 | €1 400 |
| dvouhra žen                           | €34 677  | €17 258   | €9 274        | €4 980         | €2 742    | €1 694    | €823   | €484   |
| čtyřhra mužů                          | €33 210  | €17 460   | €9 460        | €5 410         | €3 170    | —         | —      | —      |
| čtyřhra žen                           | €9 919   | €5 161    | €2 770        | €1 468         | €774      | —         | —      | —      |
| částka ve čtyřhrách je uvedena na pár |          |           |               |                |           |           |        |        |

## Dvouhra mužů

### Nasazení
| Stát                           | Hráč               | ATP | Nasazení |
| ------------------------------ | ------------------ | --- | -------- |
| Francie                        | Adrian Mannarino   | 26. | 1.       |
| Francie                        | Richard Gasquet    | 32. | 2.       |
| Lucembursko                    | Gilles Müller      | 34. | 3.       |
| Španělsko                      | Fernando Verdasco  | 35. | 4.       |
| Řecko                          | Stefanos Tsitsipas | 39. | 5.       |
| Nizozemsko                     | Robin Haase        | 44. | 6.       |
| Japonsko                       | Júiči Sugita       | 48. | 7.       |
| Itálie                         | Andreas Seppi      | 50. | 8.       |
| Žebříček ATP k 28. květnu 2018 |                    |     |          |

### Jiné formy účasti
Následující hráči obdrželi divokou kartu do hlavní soutěže:
- Tallon Griekspoor
- Mackenzie McDonald
- Stefanos Tsitsipas

Následující hráči postoupili z kvalifikace:
- Alex Bolt
- Max Purcell
- Franko Škugor
- Bernard Tomic

Následující hráči postoupili z kvalifikace jako tzv. šťastní poražení:
- Kevin King
- John-Patrick Smith
- Tim Smyczek

### Odhlášení
před zahájením turnaje
- Alexandr Dolgopolov → nahradil jej  Kevin King
- Tallon Griekspoor → nahradil jej  John-Patrick Smith
- Ryan Harrison → nahradil jej  Malek Džazírí
- Pierre-Hugues Herbert → nahradil jej  Tim Smyczek
- Filip Krajinović → nahradil jej  Marius Copil
- Karen Chačanov → nahradil jej  Jevgenij Donskoj
- Lu Jan-sun → nahradil jej  Juki Bhambri
- Andy Murray → nahradil jej  Vasek Pospisil
- Tennys Sandgren → nahradil jej  Jérémy Chardy

## Mužská čtyřhra

### Nasazení
| Stát                                                                                    | Hráč           | Stát        | Hráč          | ATP | Nasazení |
| --------------------------------------------------------------------------------------- | -------------- | ----------- | ------------- | --- | -------- |
| Polsko                                                                                  | Łukasz Kubot   | Brazílie    | Marcelo Melo  | 7.  | 1.       |
| Jižní Afrika                                                                            | Raven Klaasen  | Nový Zéland | Michael Venus | 46. | 2.       |
| Spojené království                                                                      | Dominic Inglot | Chorvatsko  | Franko Škugor | 82. | 3.       |
| Indie                                                                                   | Diviž Šaran    | Nový Zéland | Artem Sitak   | 89. | 4.       |
| Žebříček ATP k 28. květnu 2018; číslo je součtem žebříčkového postavení obou členů páru |                |             |               |     |          |

### Jiné formy účasti
Následující páry obdržely divokou kartu do hlavní soutěže:
- Alex Bolt /  Lleyton Hewitt

Následující pár nastoupil z pozice náhradníka:
- Marius Copil /  Stefanos Tsitsipas

### Odhlášení
před zahájením turnaje
- Tallon Griekspoor

## Ženská dvouhra

### Nasazení
| Stát                           | Hráčka                 | WTA | Nasazení |
| ------------------------------ | ---------------------- | --- | -------- |
| USA                            | Coco Vandewegheová     | 15. | 1.       |
| Belgie                         | Elise Mertensová       | 16. | 2.       |
| Nizozemsko                     | Kiki Bertensová        | 22. | 3.       |
| Estonsko                       | Anett Kontaveitová     | 24. | 4.       |
| Čína                           | Čang Šuaj              | 27. | 5.       |
| Belgie                         | Alison Van Uytvancková | 46. | 6.       |
| Srbsko                         | Aleksandra Krunićová   | 47. | 7.       |
| Bělorusko                      | Aryna Sabalenková      | 48. | 8.       |
| Žebříček WTA k 28. květnu 2018 |                        |     |          |

### Jiné formy účasti
Následující hráčky obdržely divokou kartu do hlavní soutěže:
- Richèl Hogenkampová
- Anna Kalinská
- Bibiane Schoofsová

Následující hráčky postoupily z kvalifikace:
- Anna Blinkovová
- Valentini Grammatikopoulouová
- Veronika Kuděrmetovová
- Antonia Lottnerová
- Marina Melnikovová
- Fanny Stollárová

Následující hráčka postoupila z kvalifikace jako tzv. šťastná poražená:
- Tereza Martincová

### Odhlášení
před zahájením turnaje
- Magda Linetteová → nahradila ji  Tereza Martincová
- Sabine Lisická → nahradila ji  Viktória Kužmová
- Lesja Curenková → nahradila ji  Jekatěrina Alexandrovová

## Ženská čtyřhra

### Nasazení
| Stát                                                                                    | Hráčka             | Stát               | Hráčka              | WTA  | Nasazení |
| --------------------------------------------------------------------------------------- | ------------------ | ------------------ | ------------------- | ---- | -------- |
| Belgie                                                                                  | Elise Mertensová   | Nizozemsko         | Demi Schuursová     | 51.  | 1.       |
| Nizozemsko                                                                              | Kiki Bertensová    | Belgie             | Kirsten Flipkensová | 56.  | 2.       |
| Nizozemsko                                                                              | Lesley Kerkhoveová | Bělorusko          | Lidzija Marozavová  | 114. | 3.       |
| Švýcarsko                                                                               | Xenia Knollová     | Spojené království | Anna Smithová       | 115. | 4.       |
| Žebříček WTA k 28. květnu 2018; číslo je součtem žebříčkového postavení obou členů páru |                    |                    |                     |      |          |

### Jiné formy účasti
Následující páry obdržely divokou kartu do hlavní soutěže:
- Richèl Hogenkampová /  Bibiane Schoofsová
- Arantxa Rusová  /  Eva Wacannová

### Skrečování
- Kirsten Flipkensová

## Přehled finále

### Mužská dvouhra
- Richard Gasquet vs.  Jérémy Chardy, 6–3, 7–6(7–5)

### Ženská dvouhra
- Aleksandra Krunićová vs.  Kirsten Flipkensová, 6–7(0–7), 7–5, 6–1

### Mužská čtyřhra
- Dominic Inglot /  Franko Škugor vs.  Raven Klaasen /  Michael Venus, 7–6(7–3), 7–5

### Ženská čtyřhra
- Elise Mertensová /  Demi Schuursová vs.  Kiki Bertensová /  Kirsten Flipkensová, 3–3skreč